# Premio Erich Guttentag
El Premio de novela Erich Guttentag fue una recompensa literaria boliviana organizada por la editorial Los Amigos del Libro otorgado de 1969 a 1997, y reemplazado en 1998 por el Premio Nacional de Novela.

## Lista de premiados
| Concurso | Año  | Primer Premio                                                                                                  | Segundo Premio                                                                                             | Recomendaciones o menciones |
| -------- | ---- | --- | --- | --- |
| 1        | 1969 | Los fundadores del alba Renato Prada Oropeza                                                                   | | Matías el apóstol suplente de Julio de la Vega |
| 2        | 1970 | Bajo el oscuro sol Yolanda Bedregal                                                                            | | Mundo extraño de Edgar Ceballos; El emisario de Raúl Teixidó |
| 3        | 1972 | El ocaso de Orion Oscar Uzín Fernández                                                                         | | Peregrinos en el tiempo de Gaby Vallejo Canedo |
| 4        | 1974 | El valle del cuarto menguante Hugo Boero Rojo                                                                  | | |
| 5        | 1976 | A la intemperie Gaby Vallejo Canedo                                                                            | | |
| 6        | 1978 | declarado desierto                                                                                             | La Extranjera Maricarmen O’hara                                                                            | Allá lejos de Ramón Rocha Monroy |
| 7        | 1980 | La plaza de los colgados Renán Estenssoro Alborta                                                              | Rastrojos de un verano Manuel Vargas Severiche                                                             | Los novenarios de Porfía Campos de Isaac Sandoval Rodríguez |
| 8        | 1982 | declarado desierto                                                                                             | Torbellino de horas (ex aequo) Olga Bruzzone de Bloch Este lado del mundo (ex aequo) Gonzalo Lema Vargas   | Los rostros de abajo de Martha Gantier Balderrama; Kuntur Khawa de Luis Rivas Alcocer                                                                                 |
| 9        | 1984 | declarado desierto                                                                                             | La tumba infecunda (ex aequo) René Bascopé Aspiazu El run run de la calavera (ex aequo) Ramón Rocha Monroy | Itinerario perenne de Luis Rivas Alcócer |
| 10       | 1986 | declarado desierto                                                                                             | | Ojos de agua de Gonzalo Lema; El deregente de Hugo Ferrufino; Las babas de la cárcel de César Verduguez; Ayopaya de Alfonso Balderrama; Los Perdidos de Manuel Vargas |
| 11       | 1988 | No disparen contra el Papa Néstor Taboada Terán                                                                | Mariposa blanca Tito Gutiérrez Vargas                                                                      | La flor de la Candelaria de Giancarla Zabalaga; El primo Juan de Ernesto Contreras                                                                                    |
| 12       | 1990 | Días de papel Edmundo Paz Soldán                                                                               | El festejo del deseo Juan Claudio Lechín                                                                   | |
| 13       | 1994 | American Visa Juan de Recacoechea                                                                              | | |
| 14       | 1996 | Ando volando bajo Ramón Rocha Monroy                                                                           | | Valentina: Historia de una rebeldía de Lupe Cajías; El viento de la cordillera: un thriller de los 80 de Alison Spedding                                              |
| 15       | 1998 | El demonio y las flores (ex aequo) Tito Gutiérrez Vargas El cadáver de Leonardo (ex aequo) Luis Minaya Montaño | | |